# La Manga, Michoacán de Ocampo
La Manga är en ort i Mexiko.   Den ligger i kommunen Morelia och delstaten Michoacán de Ocampo, i den södra delen av landet, 220 km väster om huvudstaden Mexico City. La Manga ligger 1 968 meter över havet och antalet invånare är 111.
Terrängen runt La Manga är kuperad åt nordväst, men åt sydost är den platt. Terrängen runt La Manga sluttar österut. Runt La Manga är det tätbefolkat, med 493 invånare per kvadratkilometer. Närmaste större samhälle är Morelia, 6,5 km sydost om La Manga. Runt La Manga är det i huvudsak tätbebyggt.